# Monte Alpet
Il monte Alpet si trova nel territorio dei comuni di Roburent e di Pamparato (entrambi in provincia di Cuneo) e tocca quota 1.611 m s.l.m..

## Descrizione

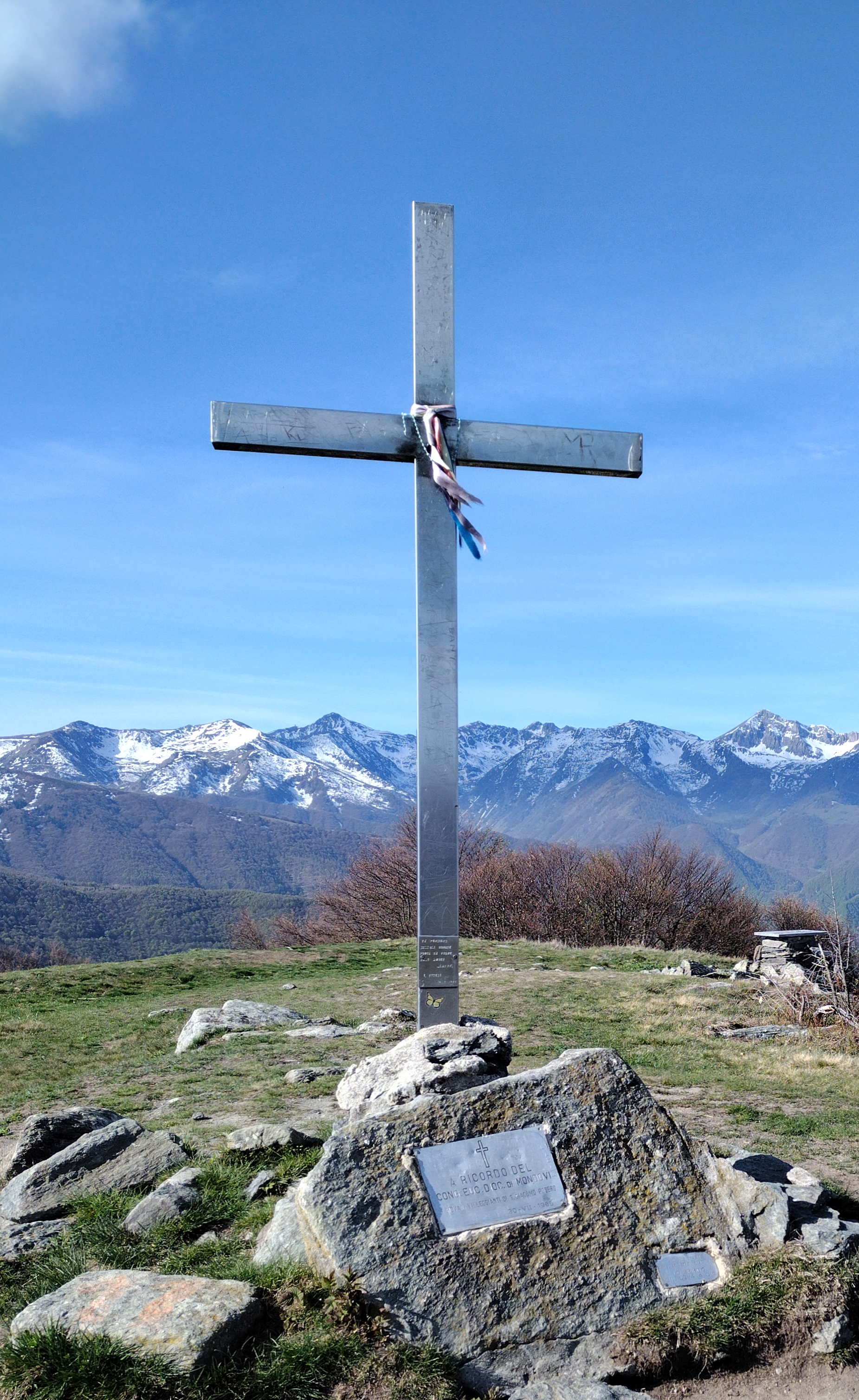
La croce di vetta

La montagna fa parte delle Alpi Liguri. È collocata sul contrafforte montuoso che divide la Val Corsaglia (a ovest) dalla Val Casotto. Il Colle della Navonera la divide verso sud dalla Cima del Nascio, mentre verso nord la costiera perde quota con il Monte Savino e altre cime minori, esaurendosi poi nella piana monregalsese.
Ai suoi piedi si estende il comprensorio sciistico di San Giacomo di Roburent-Cardini dalle cui piste si può godere di un panorama, specie osservando in direzione nord, nord-est, ove si spalanca la pianura cuneese con alle spalle le Alpi, dalle quali svetta la cima del Monviso.

## Storia
Nel marzo del 1944 il Monte Alpet fornì una zona di rifugio ai partigiani autonomi del comandante "Mauri", che ripiegarono sulla montagna dalla val Casotto, dove avevano subito dure perdite ad opera delle truppe nazifasciste..

## Accesso alla cima
Il monte Alpet è servito da una seggiovia biposto che dal monte prende il nome; poco sotto si trova la cima Colmè (1.297 m s.l.m.).

## Bibliografia

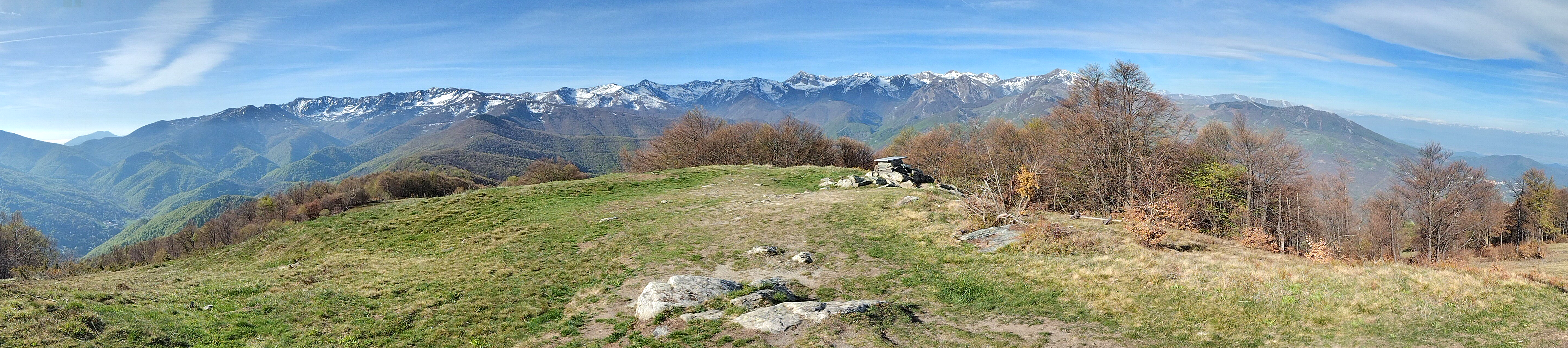
Vista verso sud
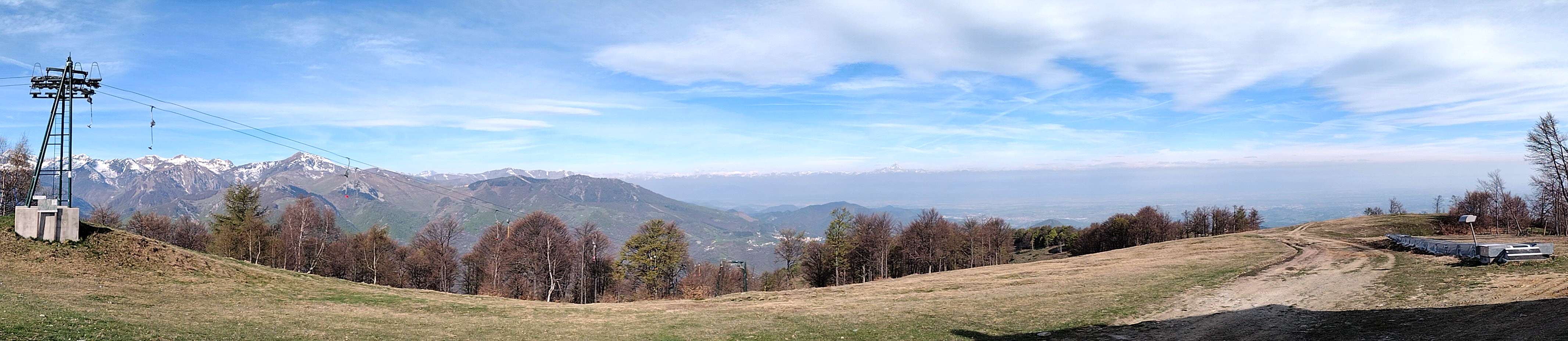
Vista verso nord-ovest